# Gros-Horloge
Il Gros-Horloge, o Grand'Orologio, è uno dei monumenti più conosciuti della città francese di Rouen, in Normandia. Ne rappresenta il suo simbolo per antonomasia.
La caratteristica costruzione, affiancata dal Beffroi e da una fontana, è costituita da una grande arcata rinascimentale a cavallo dell'antica via principale cittadina, la Rue du Gros-Horloge, sormontata da un orologio astronomico a due quadranti del 1389.
Venne dichiarato Monumento storico dal governo francese nel 1862.

## Storia e descrizione

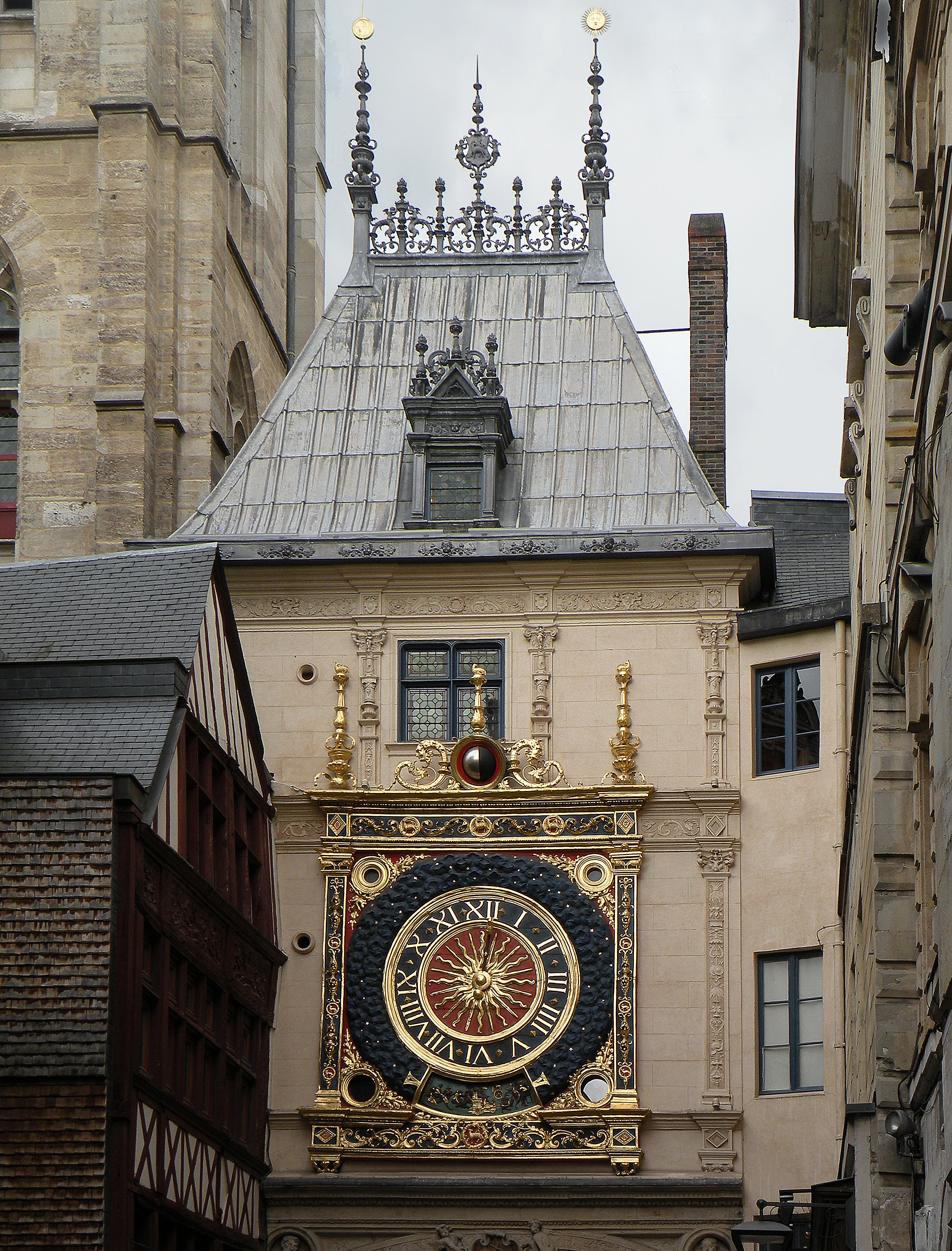
il padiglione rinascimentale

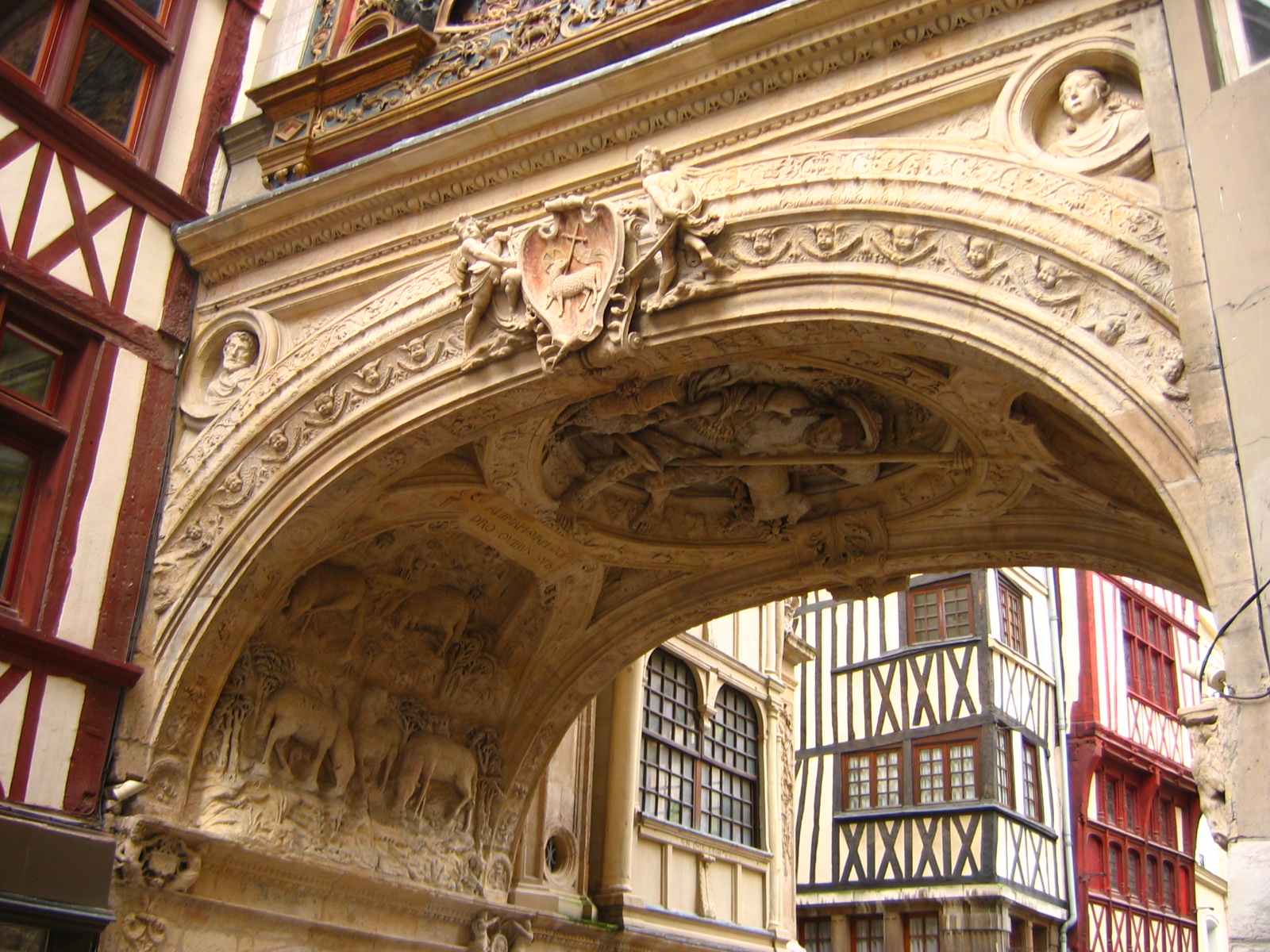
l'arcata coi rilievi del Buon Pastore

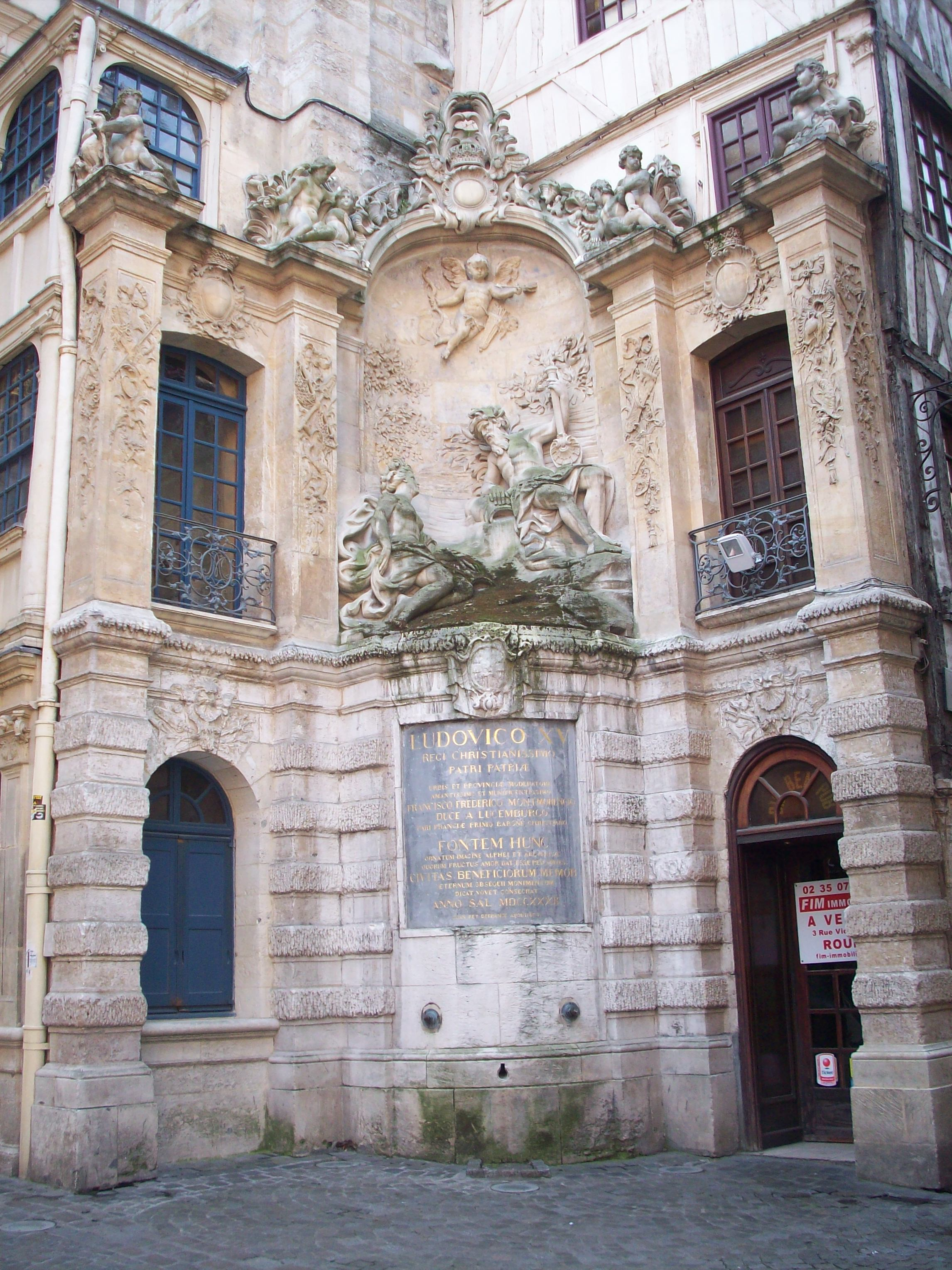
la Fontana del 1733-43

### Beffroi
La prima Torre civica venne demolita nel 1382 durante la Rivolta dell'Harelle, dove i cittadini si sollevarono contro il pesante regime fiscale imposto dal re. In seguito alla sommossa fu impedita la ricostruzione di un nuovo Beffroi, ma col pretesto di erigere una torre dell'orologio gli abitanti lo riedificarono. Venne eretto, in forme gotiche fiorite, sulle fondamenta del precedente fra il 1389 e il 1398 dall'architetto Jean de Bayeux. L'ultimo livello, in stile gotico fiammeggiante, era sormontato da una guglia lignea, rimpiazzata nel 1711 dalla cupola attuale eretta da Nicolas Bourgeois. L'orologio, col suo meccanismo, all'inizio era infatti impiantato sulla torre, come le campane tramite le quali suona.

### L'Arcata
A cavallo della principale via della città antica è un Padiglione che poggia su una preziosa arcata ribassata. Venne edificato fra il 1527 e il 1529 in stile rinascimentale, epoca in cui Rouen si dotava di numerosi edifici in questo stile, a rimpiazzare la vecchia Porte Massacre in rovina.
Il primo livello, in pietra, è costituito da un grande arco ribassato e presenta una fastosa decorazione rinascimentale. Sulla chiave di volta è riportato lo stemma della città caratterizzato da un agnello pasquale, a sostituzione del vecchio leopardo normanno, ma sempre su fondo rosso, colore della Normandia. È sorretto da due putti scolpiti sulla pietra, di cui quello di destra raffigurato con la testa girata all'indietro, simbolo del malcontento degli operai durante la costruzione dell'opera.
Il sottarco è riccamente scolpito con il rilievo del Cristo come Buon Pastore, policromo all'origine oggi si presenta con il bianco candore della pietra.
Il piano superiore del padiglione è realizzato a graticci, secondo la tradizione normanna, intonacato e decorato con raffinate candelabre rinascimentali. È infine sormontato da un alto tetto rivestito in lastre di piombo, al quale, durante i restauri del 1892, venne aggiunta la delicata ringhiera in piombo di coronamento, opera del maestro Ferdinand Marrou.

### L'Orologio

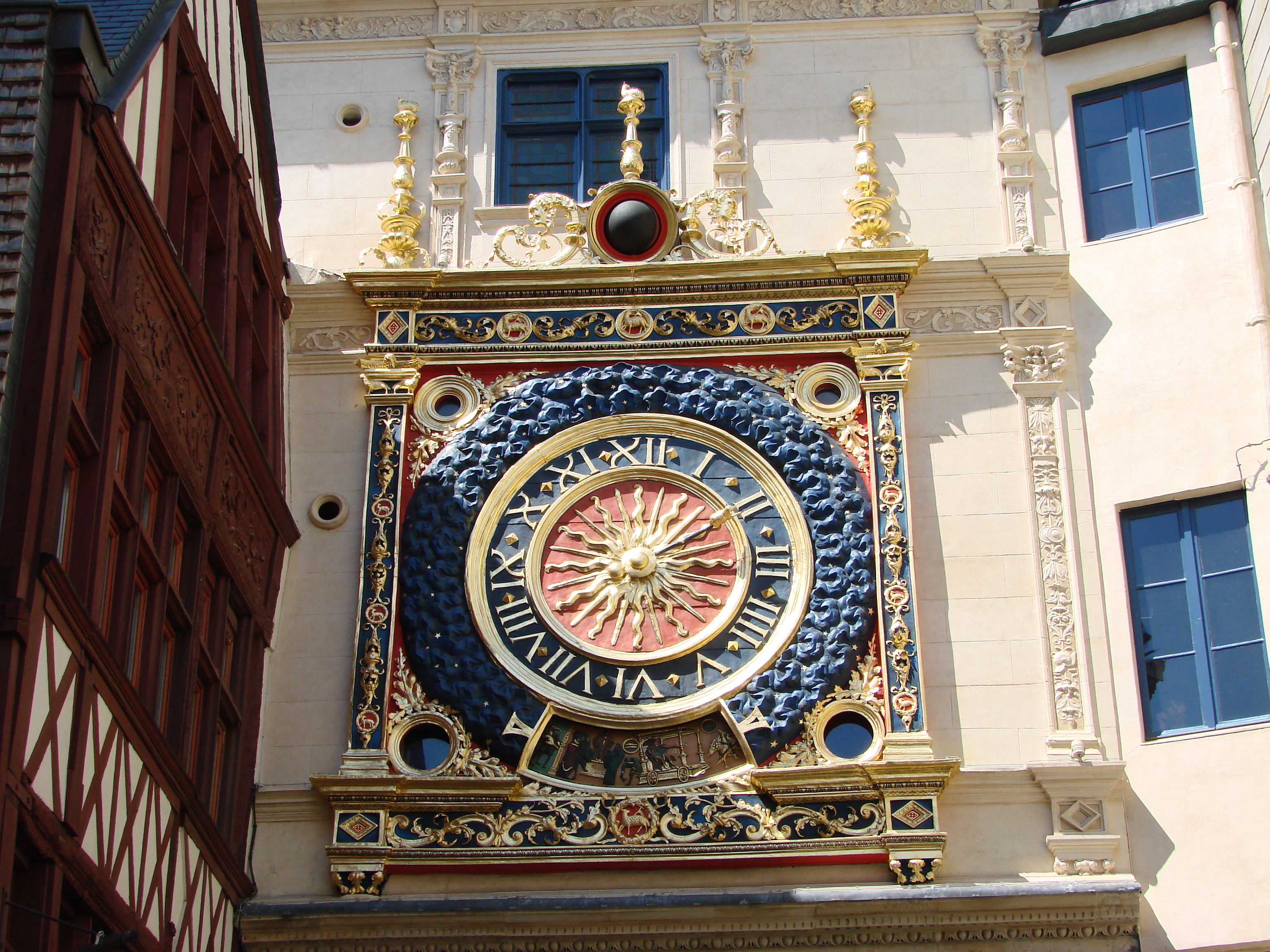
l'Orologio astronomico del 1389

L'orologio, uno dei più antichi d'Europa, venne realizzato nel 1389 da Jourdain Delestre e Jean de Felains e installato, dapprima sul beffroi, lo stesso anno.
Le due facce del complesso Orologio astronomico, del diametro di 2,50 metri, sono incentrate sul sole dorato a 24 raggi dove una lancetta unica si muove segnando le ore. Sotto la raggiera, incastonata nel festone decorativo, è un'apertura quadrangolare che ospita il Semainier, o Settimanale, finemente decorato a soggetti allegorici: "Diana con la Luna" per il Lunedì, Marte per il Martedì, Mercurio per il Mercoledì, Giove per il Giovedì, Venere per il Venerdì, Saturno per il Sabato e Apollo per la Domenica.
In cima al quadrante è un oculo che ospita una sfera di 30 cm di diametro, indica le Fasi lunari completando una rotazione completa in 29 giorni.

### La Fontana
Alla base del Beffroi, nel lato occidentale, è posta una mirabile fontana del 1733-43 voluta dal re Luigi XV di Francia come segno di benevolenza per la città. Vi è raffigurata la scena mitologica degli Amori del fiume Alfeo e della ninfa Aretusa sui quali vola la figura di Cupido. Dove Alfeo simboleggia la Senna, Aretusa la fontana, e Cupido l'amore del re per Rouen.
Rimpiazza un'altra fontana gotica di forma piramidale del XV secolo che vi sorgeva, e dal 1889 è stata dichiarata anch'essa Monumento storico dal governo francese.